# William Holabird
William Holabird (Amenia, 11 settembre 1854 – Chicago, 19 luglio 1923) è stato un architetto statunitense.

## Biografia
Holabird era figlio del generale Samuel B. Holabird e di Mary Theodosia Grant. Studiò presso l'Accademia Militare degli Stati Uniti a West Point, ma si dimise e si trasferì a Chicago, dove in seguito si sposò.
Lavorò nello studio di architettura di William Le Baron Jenney insieme a O. C. Simonds. Poco dopo aver ricevuto l'incarico di estendere il Graceland Cemetery, Jenney lo passò ai suoi assistenti che, nel 1880, fondarono lo studio Holabird & Simonds per occuparsi di questo progetto. Nel 1881, Martin Roche, che aveva anch'egli lavorato nello studio di Jenney, si unì a loro come terzo socio. Nel 1883, lo studio fu rinominato Holabird & Roche dopo che Simonds lasciò per concentrarsi esclusivamente sul Graceland Cemetery e sul design paesaggistico.
Insieme, contribuirono a molte innovazioni architettoniche dell'epoca, soprattutto in quello che oggi è conosciuto come lo stile della Scuola di Chicago. Progettarono diversi edifici influenti, tra cui il Marquette Building e il Gage Group Buildings. Quest'ultimo includeva una facciata progettata da Louis Sullivan ed è stato dichiarato un punto di riferimento architettonico di Chicago nel 1962.

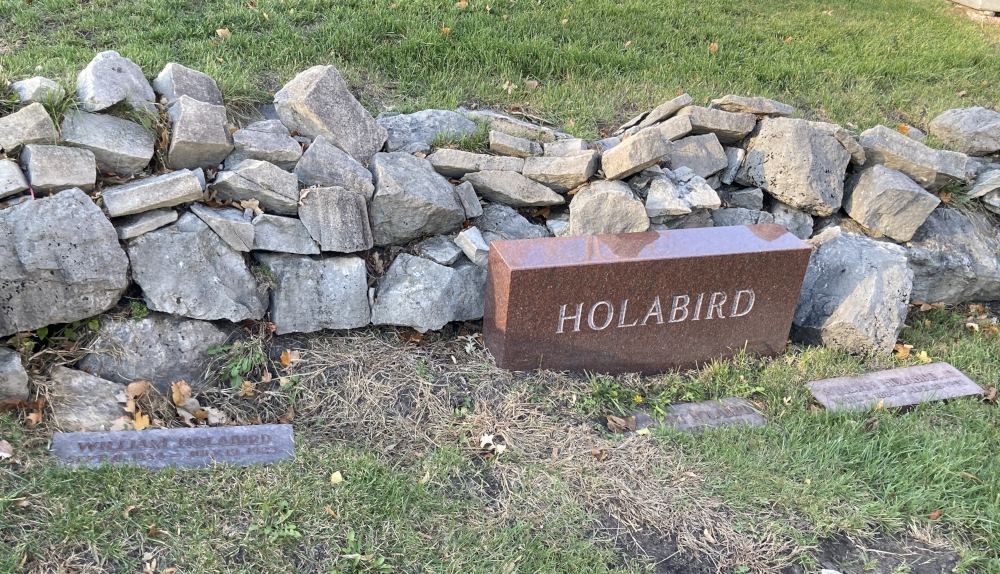
Tomba di Holabird al Graceland Cemetery di Chicago.

William Holabird morì nel 1923, e Martin Roche nel 1927. Il figlio di Holabird, John Augur, prese in mano lo studio insieme a John Wellborn Root Jr., e lo rinominarono Holabird & Root.
La sorella di William, Agnes Holabird Von Kurowsky, era la madre di Agnes von Kurowsky. Sua figlia Mary era la moglie del generale William Mackey Cruikshank.